# Basílica de Santa María de los Sagrados Corporales
La basílica de Santa María de los Sagrados Corporales es un templo de origen románico situado en la localidad zaragozana de Daroca en España. Se trata de un templo católico, que constituye una de las iglesias más importantes de la provincia, y es conocida por albergar el milagro eucarístico de los Sagrados Corporales. El papa León XIII le concedió el 3 de diciembre de 1890 la dignidad de basílica.

## Descripción

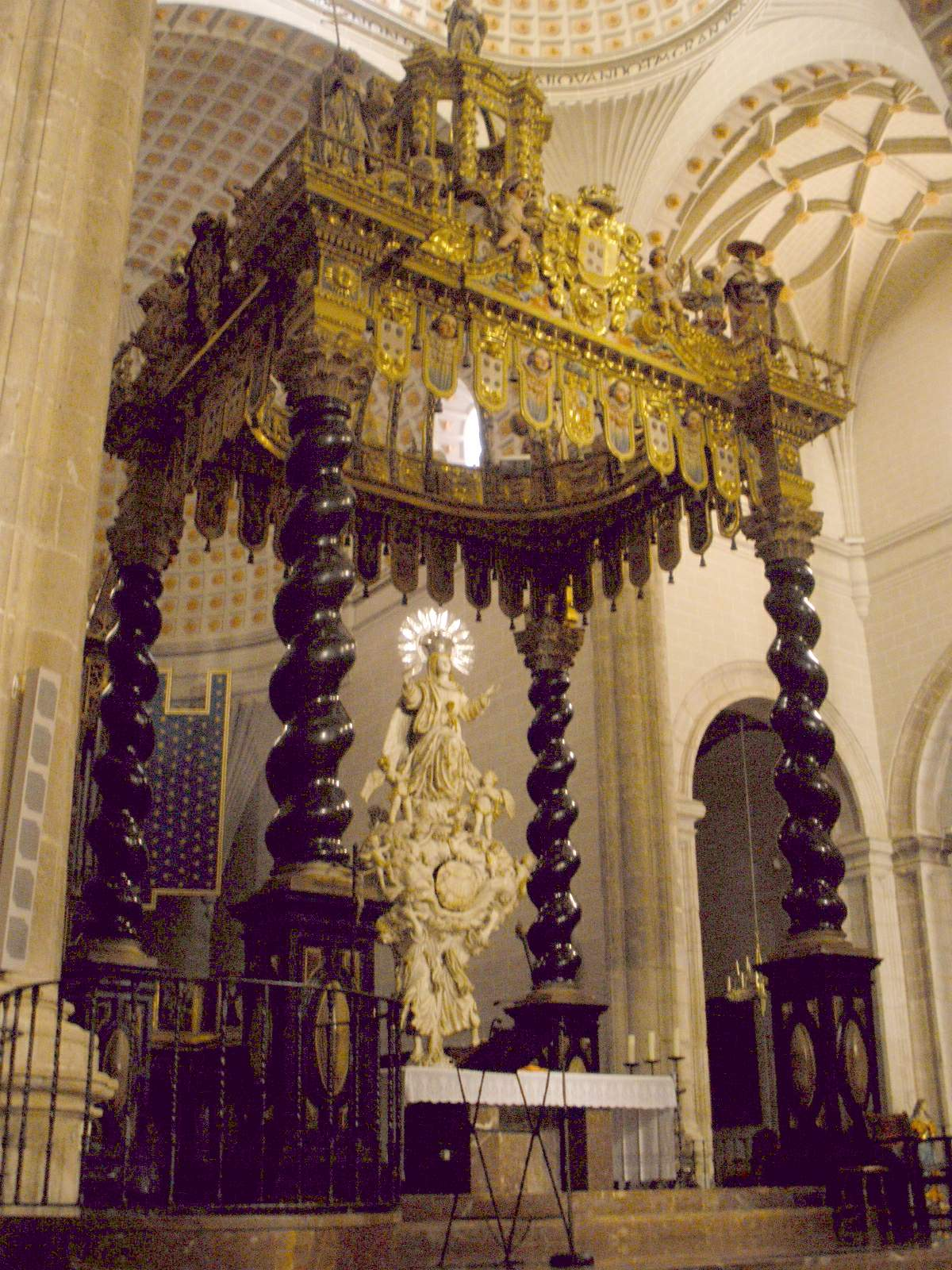
Baldaquino de la basílica

La basílica construida originalmente en estilo románico en el siglo XII, pero fue modificada y ampliada en estilo gótico y renacentista en los siglos siguientes. El edificio actual es de estilo renacentista, con una planta de salón de tres naves con capillas entre los contrafuertes. La basílica es un importante centro cultural y religioso. Alberga el Museo Parroquial, que cuenta con una colección de arte sacro, y es escenario de importantes acontecimientos religiosos, como la procesión de Corpus Christi. El ábside románico es de planta semicircular y está decorado con tres rosetones. La portada principal es de estilo gótico y está decorada con esculturas de santos y ángeles. El interior de la iglesia es de estilo renacentista y está decorado con columnas, capiteles y frescos. La Basílica de Santa María de los Sagrados Corporales es un ejemplo de arquitectura ecléctica. La iglesia conserva su ábside románico, pero el resto del edificio es de estilo gótico y renacentista

### Exterior
La apariencia de la Iglesia Colegial de Santa María de los Santos Corporales es pintoresca pero se ve afectada por una confusión evidente, atribuible principalmente a numerosas construcciones más recientes que se han agregado a las estructuras originales. Resulta complicado discernir la magnitud del edificio y la importancia de su contenido desde el exterior, aunque las portadas son elementos claramente identificables. A pesar de la arraigada tradición aragonesa del uso del ladrillo, la iglesia fue principalmente construida en piedra, evidenciando un aparejo bastante pulido, especialmente en la sillería de épocas avanzadas. Las piedras, por su desgaste y variación de color, ofrecen pistas sobre las diferentes etapas de construcción, destacándose tonalidades más claras en las áreas de estilo románico y gótico. La amalgama arquitectónica en el exterior revela elementos de distintas épocas, como el románico, gótico, renacentista y barroco, ilustrando las sucesivas transformaciones y ampliaciones experimentadas por la iglesia a lo largo del tiempo.
La historia de los Corporales confirió una extraordinaria importancia a esta iglesia en la vida del reino de Aragón, manteniéndose como una de las más veneradas y destacadas. Inicialmente de estilo románico tardío, similar a otras iglesias de la región de Daroca, la iglesia experimentó una posible transición al gótico, especialmente evidente en la parte alta del ábside románico. En el exterior, se distingue el ábside con un cornisamento característico de Daroca, superpuesto a un friso de arquillos sobre la hilera de canecillos. También son visibles ventanas con columnillas en las jambas y contrafuertes, elementos románicos que destacan en el muro de la epístola de la iglesia antigua. Este ábside ahora corresponde a la capilla de los Corporales, que fue la parte más significativa de la iglesia hasta la reforma renacentista. Durante dicha reforma, la capilla fue tabicada para albergar la decoración flamígera y parte de ella fue destinada a la vivienda del campanero. Desde esta vivienda, se accede a falsas que corresponden a las bóvedas góticas de la capilla, conservando así el primitivo ábside en su integridad, enclavado entre muros posteriores. La capilla presenta tres ventanales, cada uno con dos columnas, capiteles decorados, imposta adornada con rosetas cuadrifolias y arquivolta achaflanada con decoración en ajedrezado. Los capiteles, de estilo internacional reminiscente del Camino de Santiago y San Isidoro de León, exhiben una ornamentación interesante, con formas trapezoidales alargadas y detalles "palmiformes", que sugieren un remoto tono de influencia clásica.
En cuanto a si la iglesia románica fue concluida en ese estilo o transitó al gótico, la actual condición del edificio dificulta tomar una decisión definitiva. Sin embargo, es claro que, aun siendo románica en sus inicios, experimentó notables añadidos durante el periodo gótico. A pesar de estas modificaciones, se mantuvo la disposición original concebida: una iglesia de tres naves, no demasiado extensas, con un imponente ábside al final de la nave central y la puerta principal de entrada frente a este, adyacente a la torre.
La torre, probablemente de origen románico en su parte inferior, presenta una estructura similar a un cubo de murallas, posiblemente ejecutada por los mismos artesanos que trabajaron en las murallas. En la parte superior, o cuerpo de campanas, se observan ventanales de estilo gótico, de arte bastante primitivo, y culmina con almenas y gárgolas en los ángulos, añadiendo un toque distintivo a la estructura.

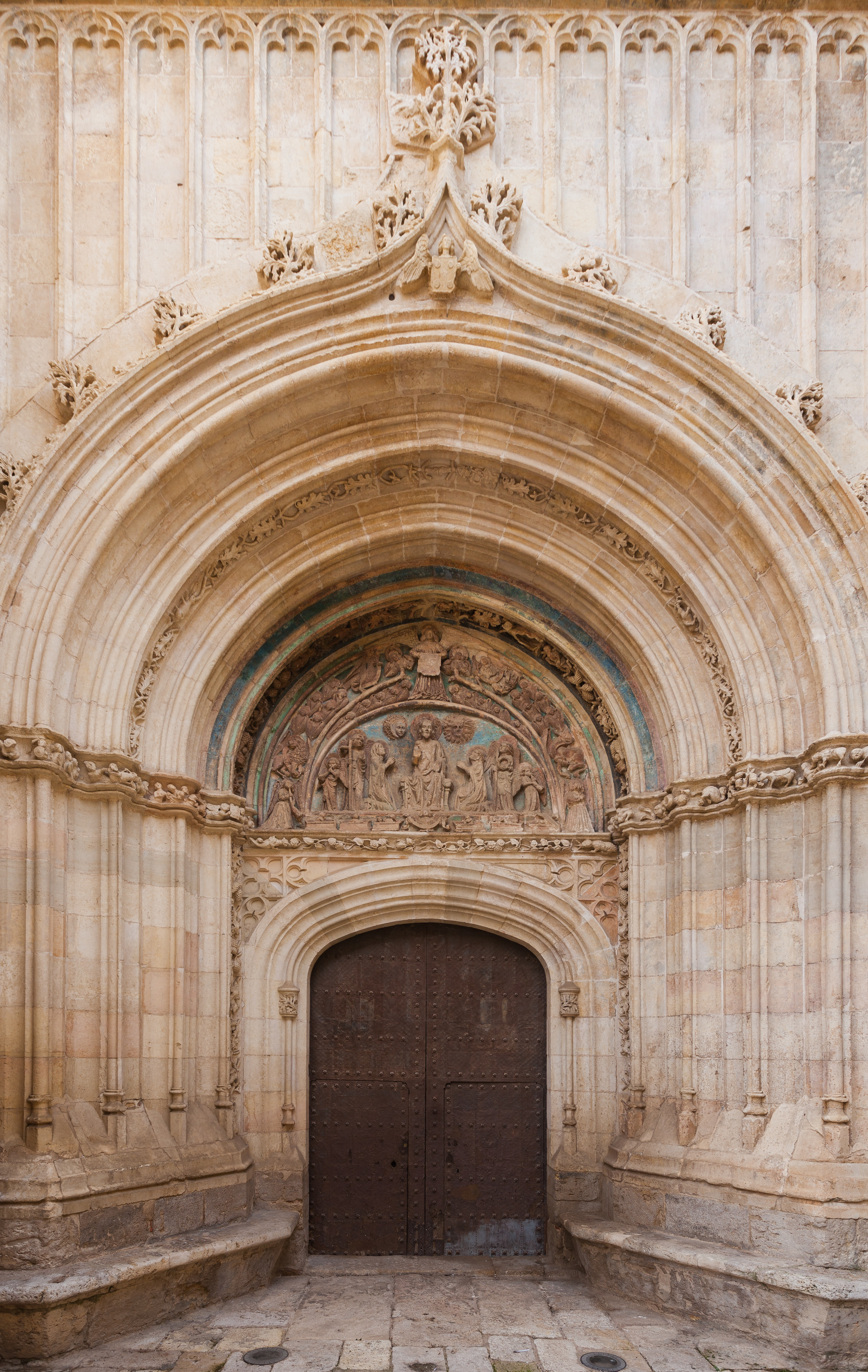
Puerta del Perdón

La portada principal, ahora lateral debido a la expansión renacentista, es conocida como la "del Perdón" debido a su función como locus apellationis, marcado por un clavo distintivo en la guarnición de los batientes de la puerta. Aunque decorada en estilo gótico, su presencia sugiere que la obra románica original podría no haberse concluido, ya que en caso contrario, se habría preservado la portada románica, como ocurrió con otras en la localidad. Esta portada gótica, de diseño sencillo pero elegante, presenta un arco rebajado con molduras y decoraciones restauradas. El tímpano destaca por su representación poco convencional del Juicio Final, centrando la atención en las figuras principales, especialmente Cristo, la Virgen y San Juan, rodeados por ángeles portando símbolos de la Pasión. La representación del Tetramorfos también revela la libertad e imaginación del escultor, con un estilo claramente influenciado por la tradición francesa del siglo XIV.
En relación con esta portada, cabe mencionar la poética tradición de un enjambre de abejas que acompañó a los Corporales hasta la iglesia y se asentó entre las molduras de esta puerta, persistiendo hasta hoy en día con el nido de sus descendientes.
Con la percepción de los capitulares de que la iglesia era insuficiente y algo desarticulada, se tomó la decisión de ampliarla y dotarla de mayor cohesión. En 1587, se convocó un concurso en el que resultó ganador Juan de Marrón, oriundo de Orea, quien inició las obras. La antigua iglesia fue demolida, conservando únicamente los muros y capillas de los pies, el lado de la epístola y la cabecera. El solar resultante, junto con el claustro y algunas casas, se destinó a la construcción de un nuevo templo de planta rectangular en forma de salón, con capillas adosadas y prescindiendo de girola o cabecera externamente marcada. Presenta tres naves de anchuras notoriamente distintas: la central es amplia, en marcado contraste con las laterales, que son bastante estrechas. Aunque equilibrado, el conjunto resulta frío y carente de emoción, donde la horizontalidad se manifiesta decididamente, aunque las naves laterales aún mantienen un tono vertical propio del estilo gótico, quizás debido a su estrechez. En definitiva, sigue un estilo renacentista, más allá del plateresco, a pesar de que las bóvedas sigan el tipo de crucería estrellada propio de este último.
Las pilastras son elegantes y simples, con una basa formada por baquetones y toros sobre un zócalo, de sección igual al fuste pero de mayor perímetro. Los fustes están compuestos por haces de cuatro columnas con pilastrillas intermedias, y los capiteles muestran dos series de moldurajes en degradación, con el fuste reapareciendo entre ellas. Los pilares adosados a los muros tienen una disposición uniforme y simple, con sección semicircular.
La actual portada principal, resultado de la expansión renacentista, se sitúa lógicamente en los pies de la nave principal. La portada del Perdón, en consecuencia, pasó a ser lateral, al igual que la capilla de los Corporales. Esta portada presenta un estilo renacentista muy tardío, con órdenes y un tipo "purista" clásico, con toques barrocos evidentes que sugieren una ejecución fechada en el siglo XVII. Su distintiva fisonomía se ve realzada por el color de la piedra, en la que se incrustan partes de piedra más blanca combinada con negra.
Durante la misma etapa de las obras góticas, se revocó el interior del ábside principal, que ahora presenta una decoración pintada de estilo similar a otras iglesias en Daroca. Esta decoración, lamentablemente inestudiable y en proceso de deterioro, se encuentra en el cascarón de la bóveda del ábside y en las falsas mencionadas antes, mostrando posiblemente figuras angélicas con inscripciones. Se estima que en el periodo gótico se construyó el claustro, aunque fue eliminado durante la reforma renacentista. Su tamaño y relevancia se deducen del hecho de que la expansión de la iglesia no se limitó a añadir su superficie, sino que también requirió la demolición de algunas casas adyacentes.
El acceso se destaca por un arco de medio punto apoyado en pilastras de moldurado sencillo. El intradós del arco está ornamentado con motivos vegetales enmarcados y un angelito en la clave, mientras que hacia el exterior presenta cabezas de clavo en recuadros, a excepción de la clave que lleva un escudo. A ambos lados, se encuentran cuerpos avanzados con zócalos ornamentados con clípeos, sobre los cuales descansan pares de columnas corintias, antepuestas a pilastras. Entre las columnas, en el muro, hay dos huecos superpuestos, uno arquitrabado y otro a modo de hornacina. Las enjutas del arco se decoran con figuras de ángeles y sobre este primer cuerpo, un friso corre con cabezas de clavo y clípeos que avanzan en la parte de los grupos laterales de columnas. Estos grupos rematan en un frontón triangular. El cuerpo superior incluye un ático con un gran relieve de los Corporales, columnas esbeltas y volutas abstracto-vegetales. El ático se remata con un frontón curvo partido, donde se encuentra la imagen de la Virgen en el centro y ángeles sosteniendo escudos en los extremos. A los lados de la portada, bajo el arcosolio, se sitúan imágenes de santos sobre zócalos gemelos.
Posteriormente, se erigió el cimborrio sobre el tramo central de la nave transversal, funcionando como crucero. Este cimborrio es una cúpula sobre trompas estriadas en forma abocinada, decorada con casetones. En su centro, se abre un cupulín de planta cuadrada con trompas, llevando a la estructura octogonal de cierre, también decorada con casetones y una clave colgante de tradición mudéjar. El gran ábside-coro, de planta rectangular alargada, se cubre con una bóveda en forma de quilla de navío, decorada con casetones. Dos grandes trompas en los ángulos del fondo transforman esta sección a lo curvo, sugiriendo la forma de un ábside. Aunque de falso clasicismo y cierta frialdad, esta parte de la Colegiata destaca por su monumentalidad y soluciones arquitectónicas originales, siendo notable por su ejecución cuidada.
Las últimas intervenciones de interés incluyeron añadidos barrocos en cupulines, tejados y coronamientos, aportando elementos decorativos adicionales a la estructura general de la iglesia.

### Interior
Cabe destacar su órgano (siglos XV-XVI), el conjunto barroco del Altar Mayor del siglo XVII y el museo parroquial. En el exterior, el ábside románico y la antigua Puerta del Perdón, que data de los siglos XIV-XV.

#### Capilla de los Corporales

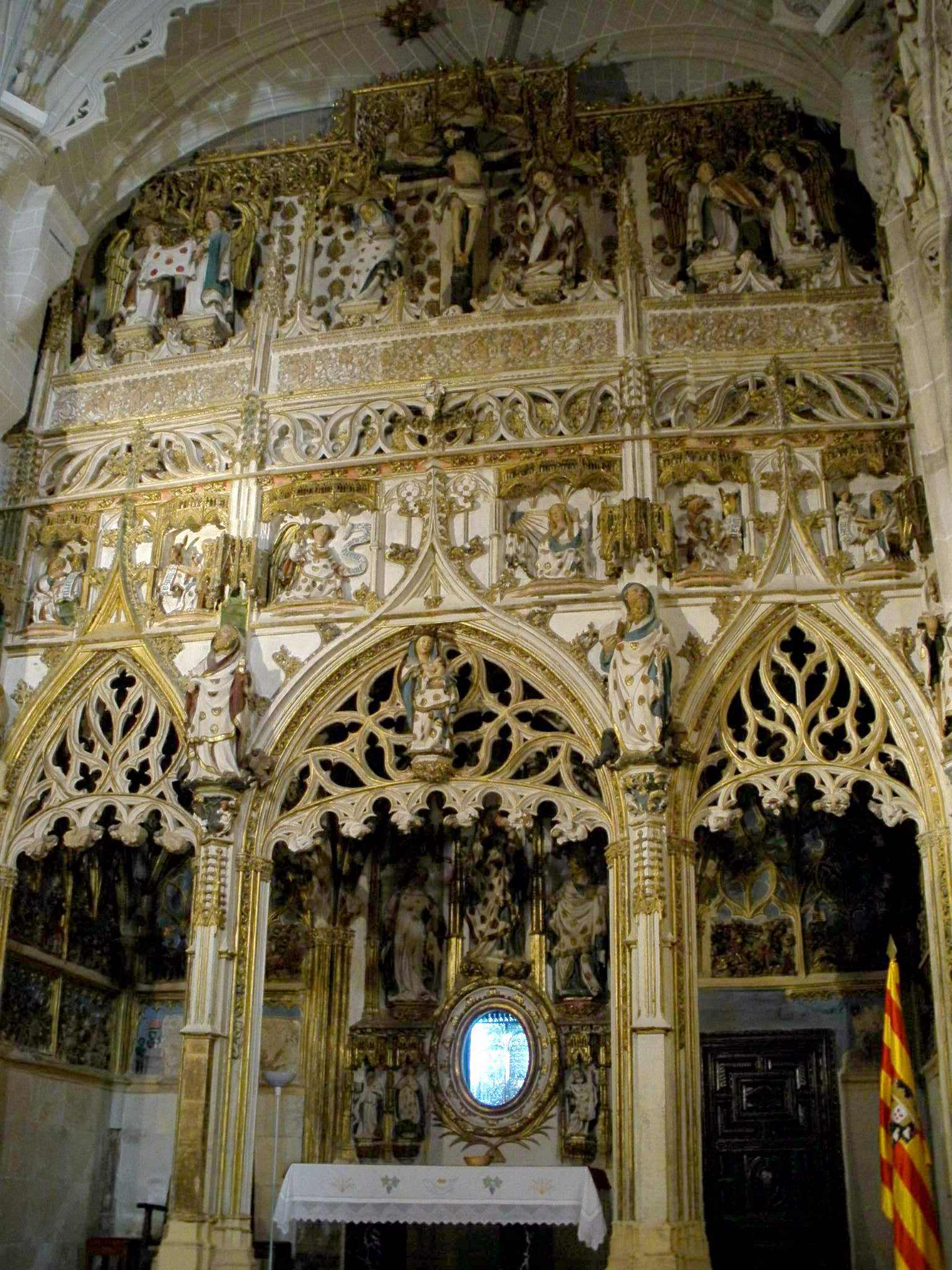
La capilla de los Corporales

La Capilla de los Corporales ocupa la posición original de la capilla mayor en la antigua iglesia y se encuentra encajada en el ábside primitivo, que se ha conservado como un cierre decorativo construido en el siglo XV. Este ábside, originalmente semicircular en su fondo, fue transformado en una capilla de planta cuadrada mediante un muro calado. Este muro peculiar permitió la instalación de un retablo relicario, abierto en su centro, y una cámara reservada para la reliquia, ambos encajados en el espacio de la construcción románica original. En esta etapa, se añadió la bóveda gótica actual, ricamente adornada con colgantes de cardo y figuritas de ángeles, creando un efecto suntuoso en toda la capilla. Sin embargo, esta bóveda gótica es un simple cascarón de bóveda nervada que se superpone a la primitiva bóveda románica, ofreciendo una combinación única de estilos.
El conjunto presenta una decoración gótica flamígera suntuosa y barroca, con influencias claramente europeas. La disposición de arcos, elementos decorativos y escultóricos recuerda especialmente al tipo de jubé franco-flamenco. Posteriormente, se añadió una reja que no desmerece la riqueza arquitectónica. Su estilo gótico plateresco destaca en el hermoso coronamiento, donde se encuentran esfinges curiosas, todavía con toques goticistas, realizadas en chapa dorada repujada y con cabezas de un marcado sabor judaico.
Los costados laterales de la Capilla de los Corporales están profusamente adornados con arcos, tracerías, impostas y moldurajes, que enmarcan numerosas figuras dispuestas sobre ménsulas. El muro frontal se presenta más como un gran retablo que como un cerramiento tradicional, recordando a los jubés. En la parte inferior, se abren tres arcos góticos con tímpanos decorados con tracerías flamígeras. Sobre el arco central, se coloca una imagen de la Virgen, de pie, sosteniendo al Niño Jesús. Entre los arcos y a los lados, se encuentran esculturas (probablemente profetas) bajo doseles ricamente calados. Las enjutas, entre gabletes y pilastras, albergan seis relieves que representan a los Evangelistas y la Anunciación. En una zona intermedia, puramente ornamental, destaca una gran crucifixión flanqueada por dos parejas de ángeles que presentan los Corporales.
Los arcos de la parte inferior dan acceso al camarín o capilla propiamente dicha. En el centro del fondo se encuentra el retablito de los Corporales, con una predella esculpida que presenta figuras de vírgenes y santos. En la época barroca, se añadió un óculo de madera dorada para destacar el simulacro de la Reliquia, y se colocaron dos puertas a cada lado del retablo. La parte principal del retablo presenta una gran imagen de María Santísima con su Hijo, flanqueada por una santa, posiblemente Santa Catalina. El muro de fondo y los laterales están decorados con relieves relacionados con la historia de los Corporales. La bóveda del camarín está ricamente adornada con pequeños colgantes en forma de cogollo de cardo y figuritas de ángeles, creando un ambiente visualmente impactante.
Toda la obra de la Capilla de los Corporales, incluyendo elementos murales, el camarín y el retablo mismo, está esculpida en piedra caliza blanda y blanca. En una época posterior a su creación, la piedra fue repintada y perfilada con oro, desfigurando muchos efectos escultóricos y dando gestos deformes a algunas esculturas. El estilo general sigue las tendencias del gótico tardío, con características netamente borgoñonas y una sensación poco refinada. Las figuras presentan siluetas macizas y pesadas, con una apariencia casi rechoncha, reminiscente de las obras de Sluter, aunque sin alcanzar la misma excelencia. Destaca el grupo de la Crucifixión, especialmente la figura de San Juan, que muestra gracia y movimiento en líneas y pliegues.
Aunque existe cierta coherencia de estilo, las estatuas en la parte superior de los lados de la capilla parecen ser de una mano diferente, más finas, elegantes y con una clara influencia flamenca, aunque no tan arraigada en el núcleo de la escultura de Sluter. El valor artístico de la capilla reside más en su conjunto y en la realización decorativa que en los detalles individuales. La composición y ejecución decorativa son más destacadas que la ejecución escultórica en sí. Sin embargo, es importante señalar que los repintes posteriores dificultan la evaluación absoluta de las esculturas. Un ejemplo de este desafío es una santa abadesa, ahora en el Museo Colegial, que pertenecía a la predella y se libró de repintes. Esta escultura, directamente relacionada con Sluter, muestra calidad evidente dentro de ese estilo, no inferior a muchas esculturas similares en Francia. En resumen, se sugiere la presencia de tres manos o autores: uno para el frente principal y el retablo, otro para los laterales de la capilla, y un tercero para los relieves del camarín.
La construcción de la Capilla de los Corporales se atribuye inicialmente al rey Juan II, pero la contribución fundamental se dio durante el reinado de los Reyes Católicos, cuyos emblemas parlantes están representados en la decoración mural. El autor principal, o al menos uno de los colaboradores destacados, parece ser Juan de la Huerta, un personaje cosmopolita y bohemio de Daroca, que trabajó en Dijón con Sluter, llegando incluso a confundirse sus obras. Existe un interesante debate en la crítica actual sobre si Juan de la Huerta llevó un estilo catalano-aragonés, principalmente tumbal, a Borgoña, influyendo así en el estilo de Sluter con una raigambre española inesperada.
El problema principal en relación con la Capilla de los Corporales es determinar si la obra de Juan de la Huerta fue anterior o posterior a su participación en la corte de Borgoña. Aunque Juan de la Huerta trabajó en Dijón a mediados del siglo XV, hay razones deductivas y estilísticas para creer que la obra darocense es posterior a su estancia en Borgoña. Deductivamente, se argumenta que al huir de la corte, podría haber buscado refugio en su propio pueblo, siendo acogido con honores y encargado de una obra de máxima categoría. Estilísticamente, la disposición del frente de la capilla resulta exótica en España y claramente inspirada en modelos franco-flamencos, que Juan pudo haber visto y estudiado durante sus viajes por Europa.
La Capilla de los Corporales cuenta con abundantes restos de azulejería antigua de varias épocas, añadiendo capas visuales y culturales a la rica historia de esta destacada obra arquitectónica y escultórica.

## Significado e influencia
La basílica de Santa María alberga los Corporales de Daroca, una reliquia que está asociada con un milagro eucarístico que, según algunas fuentes, tuvo lugar en el siglo XIII. Estos eventos están relacionados con la reconquista cristiana de Valencia que, como cuenta la tradición, llevó a una batalla entre caballeros cristianos y soldados musulmanes cerca de la actual localidad de Luchente. El relato narra que, viéndose sitiados por los musulmanes, los caballeros cristianos celebraron una misa durante la cual las hostias consagradas en el corporal se convirtieron en sangre. Ello culminó con la construcción de la Capilla de los Corporales en la Colegiata de Santa María de Daroca, lugar en el que actualmente se encuentran las reliquias.
El supuesto descubrimiento de las hostias conllevó la construcción de una capilla, que muestra las características arquitectónicas y artísticas de la época, además de su importancia religiosa. La capilla está profusamente decorada en su interior, para dar una imagen adecuada a la importancia del lugar, el cual se convirtió en todo un lugar de culto y peregrinación que acoge a fieles y turistas de todas partes del mundo muy interesados por su historia, y sus milagros. 
La capilla, al igual que la basílica ha servido desde su construcción como un lugar central y un punto de encuentro para la comunidad local. Esto ha provocado un refuerzo de la conexión espiritual tanto de los locales, como de los peregrinos, con el edificio, su cultura y su historia. La influencia de los corporales ha sido muy influyente en la vida religiosa y social de la ciudad, puesto que prácticamente todo en ella gira en torno a las reliquias desde su depósito en el siglo XIII. La ciudad contó hasta 1232 con un total de diez parroquias que se han ido reduciendo con el paso el tiempo hasta llegar las siete contadas en 1902. 
Gracias a las reliquias se ha formado en la ciudad una rica economía sustentada por los peregrinos y turistas, maravillados por los milagros sucedidos en el lugar. Esto se refleja en la existencia de numerosos edificios y estructuras que tratan y amplían la leyenda. Un caso interesante sería el Museo de los Corporales, donde se conservan numerosas piezas de orfebrería, estatuillas de madera y piedra, grabados, pinturas y ricos trajes de los sacerdotes. Pero entre todas ellas destacan las Seis Formas Ensangrentadas, las hostias que fueron guardadas bajo los corporales. Tal es la devoción del pueblo, que desde 1494, existe una hermandad  dedicada a ellos, la de los Santísimos Corporales de Daroca . 
Nos encontramos por tanto, con una ciudad que rinde un seno homenaje a sus reliquias más significativas, pero Daroca no es el único ejemplo de pueblos o ciudades donde la influencia de un objeto sagrado ha traído prosperidad y reconocimiento. Algunos ejemplos son muy conocidos como el cáliz de Doña Urraca, una magnífica pieza de orfebrería que se encuentra custodiada en la Colegiata de San Isidoro de León. Esta pieza es defendida por algunos historiadores como el auténtico Santo Grial, lo que ha dado relevancia a la ciudad y ha provocado la llegada de turistas interesados en su historia. Otro ejemplo cercano geográficamente al anterior es el de los Cabellos de la Virgen, en Medina del Campo, que junto a otras muchas piezas, se resguardan en la colegiata de San Antolín, formando un conjunto que atrae a muchos peregrinos. 
En conclusión, encontramos como tanto la basílica de Santa María de los sagrados Corporales, como las reliquias que alberga, están unidad, y forman parte de una misma entidad, que ha formado a su alrededor una comunidad de fieles y creyentes, que a lo largo de los siglos han protegido y cuidado, tanto el edificio como los corporales.

## Galería de imágenes

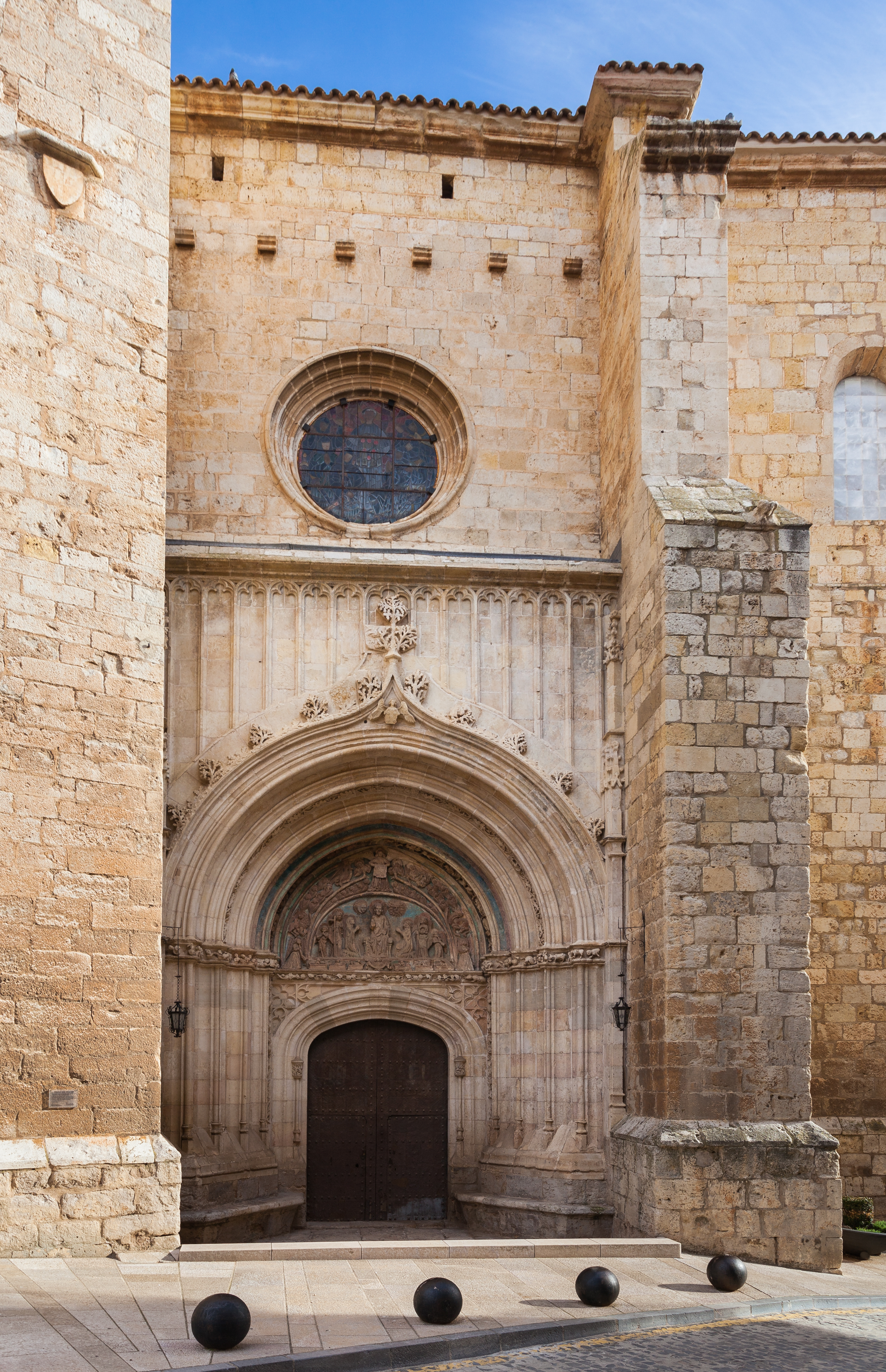
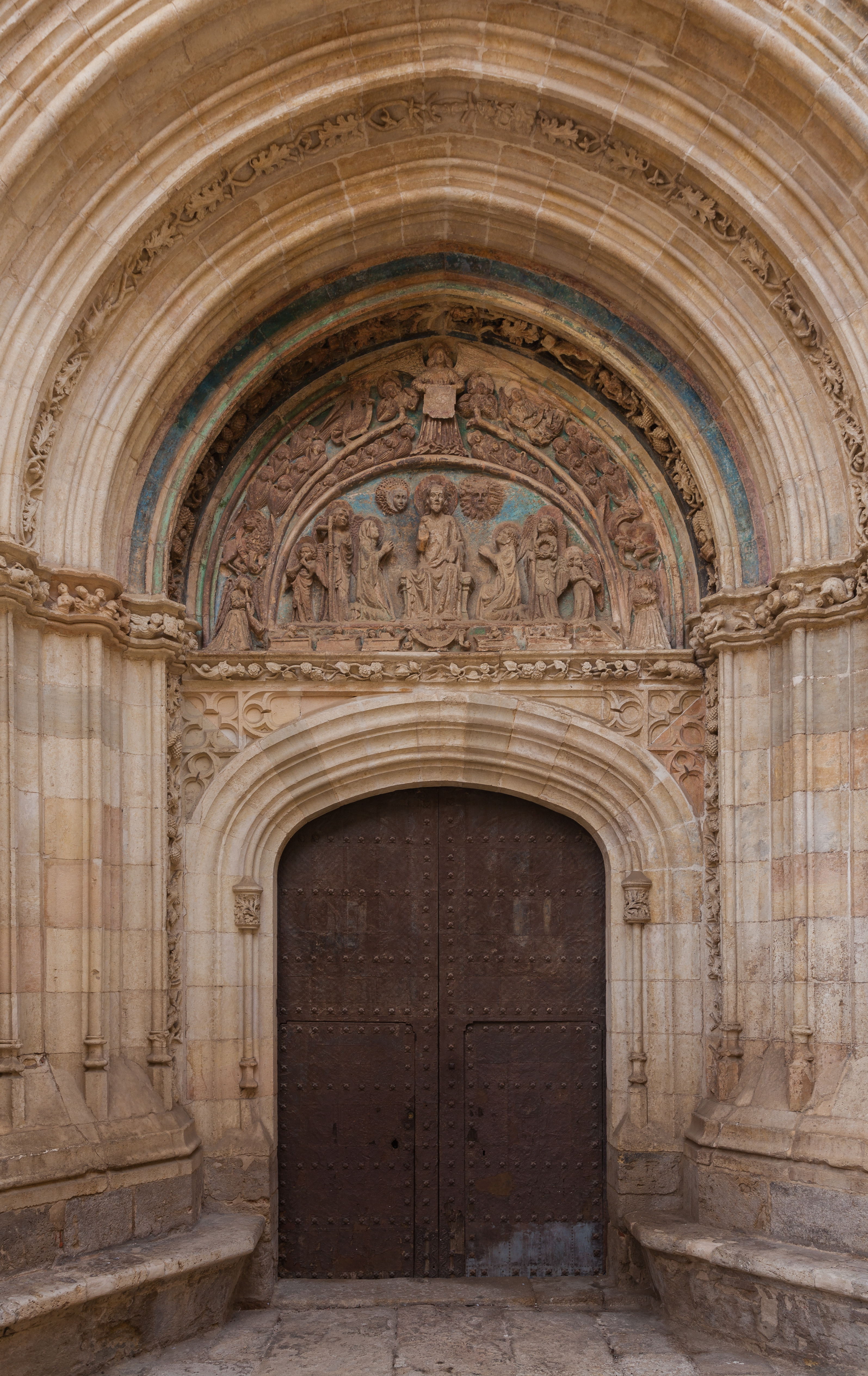
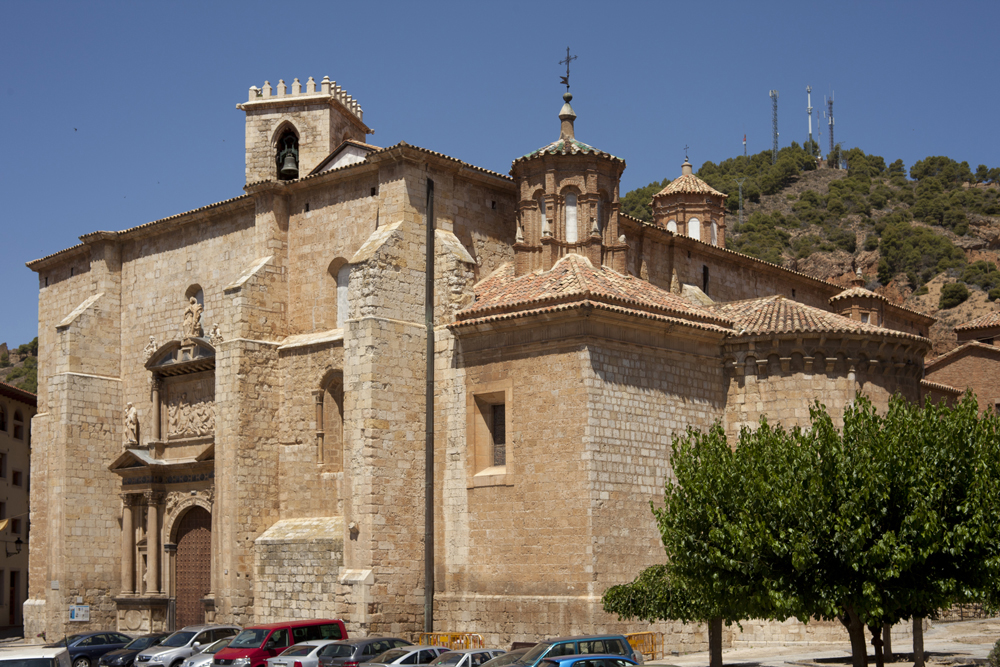
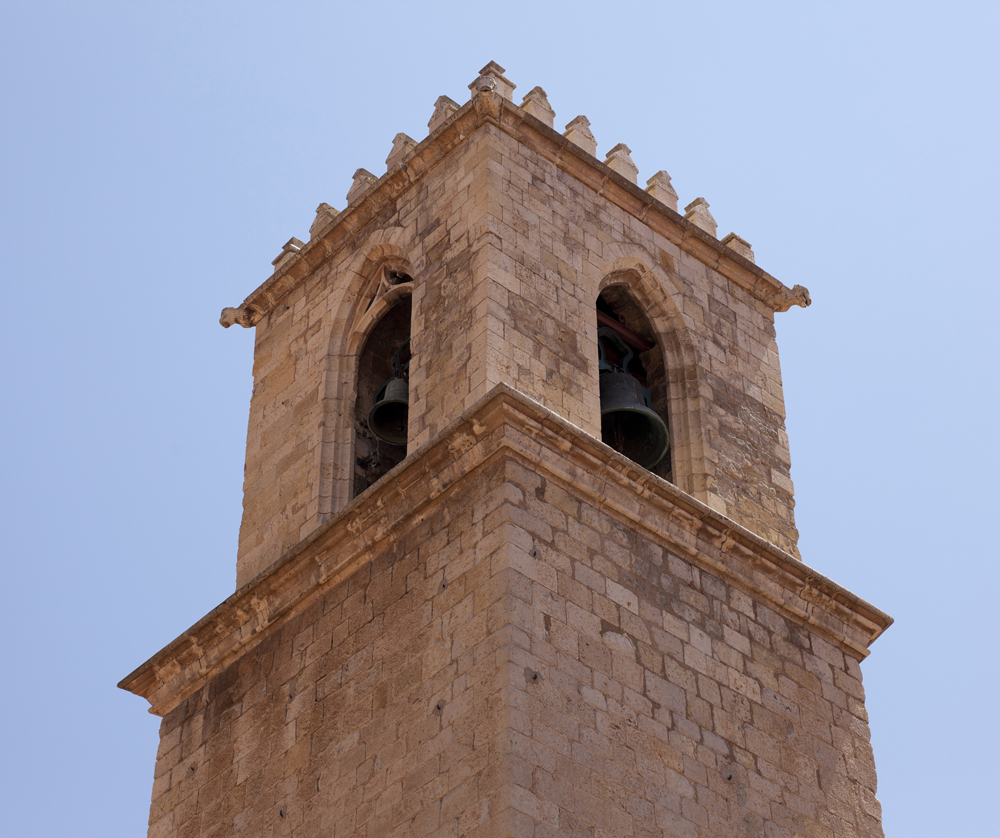
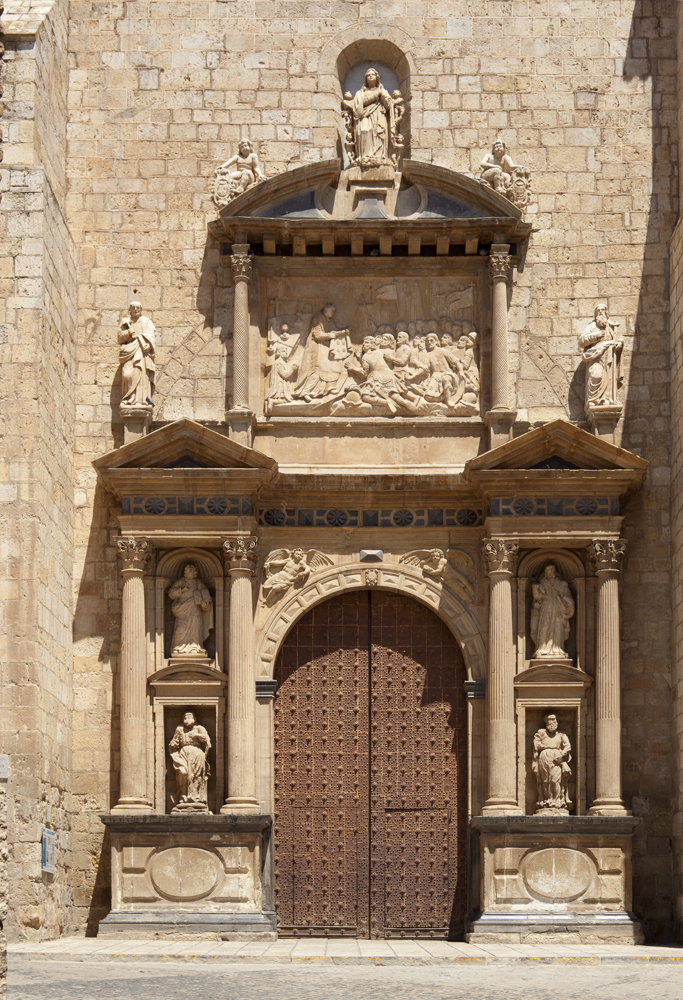